# Marcos Ariel de Paula
Marcos Ariel de Paula (Bariri, 19 dicembre 1983) è un ex calciatore brasiliano, di ruolo attaccante.

## Carriera
Cresciuto nel Bauru, arriva in Italia nel 2000 acquistato dal ChievoVerona. Nel 2002 viene ceduto in prestito al Milan, con il quale prende parte al Torneo di Viareggio del 2002, segnando due reti nella gara d'esordio contro il Feyenoord (4-1). Ha esordito in Serie A, all'età di 20 anni, il 6 aprile 2003 nella partita ChievoVerona-Udinese (3-0) durante la stagione 2002-2003. Prima della fine del campionato riesce a collezionare un'altra presenza. Poi inizia una lunga gavetta nei campionati di Serie C1 e Serie C2, vestendo in sequenza le maglie di Imolese, Belluno, Benevento, Pro Sesto, Martina, Manfredonia, Foggia e Foligno. Con la squadra umbra, nel campionato di Prima Divisione (ex Serie C1), realizza 14 reti su 31 incontri giocati. In seguito il ChievoVerona lo richiama nel proprio organico, facendolo tornare a giocare nella massima serie.
Il 21 febbraio 2010, in Atalanta-Chievo (0-1), il tecnico Domenico Di Carlo lo schiera per la prima volta da titolare nella massima serie, venendo riproposto come titolare anche nella partita seguente contro il Cagliari: poco prima della fine del primo tempo, de Paula segna il suo primo gol in Serie A. Si ripeterà poi nella gara contro il Palermo (terminata 3-1 per i rosanero) dove firma il momentaneo vantaggio clivense. A fine stagione sono 16 le presenze totalizzate in campionato, che si conclude con la salvezza dei veneti.
Il 30 novembre 2010 segna il goal del 3-0 contro il Novara in Coppa Italia contribuendo al passaggio del turno del ChievoVerona.
Il 13 gennaio 2011 passa al Padova in prestito con diritto di riscatto; debutta il 15 gennaio 2011 nella partita Novara-Padova entrando al posto dell'infortunato Davide Succi. A fine campionato dopo il mancato riscatto da parte del Padova torna al ChievoVerona.
Il 27 agosto 2011 il Bari comunica di aver acquisito dal ChievoVerona in prestito con diritto di riscatto della metà l'attaccante brasiliano e il centrocampista Andrea De Falco. Segna la sua prima doppietta in maglia biancorossa il 4 settembre 2011, nella terza partita di campionato contro l'Albinoleffe, che però vince 3-2 al San Nicola. Segna poi un'altra rete nella sfida tra Torino e Bari (1-1), disputatasi il 13 novembre in casa dei granata. Il 30 novembre viene annunciato che dovrà subire un intervento al ginocchio e quindi la società biancorossa rescinde in anticipo il contratto. L'avventura pugliese si conclude con 14 presenze e 3 gol in campionato: infatti il 31 gennaio seguente fa ufficialmente ritorno al Chievo.
Tornato a Verona, il 31 agosto 2012 trova l'accordo per un trasferimento, in prestito, alla Pro Vercelli. A Vercelli disputa tre spezzoni di partita nell'arco di tutta la stagione.
Ricomincia ad avvicinarsi al calcio giocato nel gennaio 2014 quando il ChievoVerona lo cede ancora una volta in prestito, questa volta al Lumezzane in Prima Divisione. Qui segna un gol in 4 presenze in terza serie, venendo riconfermato anche per la stagione successiva.
Il ChievoVerona il 2 febbraio 2015 cede in prestito al Messina il calciatore.
Il 15 luglio 2015 dopo essere rimasto svincolato firma un contratto con l'Atalanta, dove rimane per la stagione 2015-2016; dopo un breve periodo in prestito ai brasiliani del Resende (con i quali totalizza 3 presenze nella quarta divisione brasiliana) nel 2016 torna all'Atalanta, da cui, dopo un'ulteriore stagione trascorsa senza nessuna presenza, si svincola il 1º luglio 2017.

## Statistiche

### Presenze e reti nei club
| Stagione         | Squadra          | Campionato       | Campionato | Campionato | Coppe nazionali | Coppe nazionali | Coppe nazionali | Coppe continentali | Coppe continentali | Coppe continentali | Altre coppe | Altre coppe | Altre coppe | Totale | Totale |
| Stagione         | Squadra          | Comp             | Pres       | Reti       | Comp            | Pres            | Reti            | Comp               | Pres               | Reti               | Comp        | Pres        | Reti        | Pres   | Reti   |
| ---------------- | ---------------- | ---------------- | ---------- | ---------- | --------------- | --------------- | --------------- | ------------------ | ------------------ | ------------------ | ----------- | ----------- | ----------- | ------ | ------ |
| 2002-2003        | Chievo           | A                | 2          | 0          | CI              | 1               | 1               | CU                 | 0                  | 0                  | -           | -           | -           | 3      | 1      |
| 2003-gen. 2004   | Cittadella       | C1               | 0          | 0          | CI-C            | 2               | 1               | -                  | -                  | -                  | -           | -           | -           | 2      | 1      |
| gen.-giu. 2004   | Imolese          | C2               | 13+2       | 4          | CI-C            | -               | -               | -                  | -                  | -                  | -           | -           | -           | 15     | 4      |
| 2004-gen. 2005   | Belluno          | C2               | 18         | 2          | CI-C            | 3               | 0               | -                  | -                  | -                  | -           | -           | -           | 21     | 2      |
| gen.-giu. 2005   | Benevento        | C1               | 12         | 3          | CI-C            | -               | -               | -                  | -                  | -                  | -           | -           | -           | 12     | 3      |
| 2005-gen. 2006   | Pro Sesto        | C1               | 18         | 4          | CI+CI-C         | 1+1             | 0               | -                  | -                  | -                  | -           | -           | -           | 20     | 4      |
| gen.-giu. 2006   | Martina          | C1               | 13         | 4          | CI+CI-C         | -               | -               | -                  | -                  | -                  | -           | -           | -           | 13     | 4      |
| 2006-2007        | Manfredonia      | C1               | 9          | 3          | CI-C            | 0               | 0               | -                  | -                  | -                  | -           | -           | -           | 9      | 3      |
| 2007-gen. 2008   | Chievo           | B                | 0          | 0          | CI              | 0               | 0               |                    | -                  | -                  |             | -           | -           | 4      | 0      |
| gen.-giu. 2008   | Foggia           | C1               | 14+2       | 4          | CI-C            | -               | -               | -                  | -                  | -                  | -           | -           | -           | 16     | 4      |
| 2008-2009        | Foligno          | 1D               | 31+2       | 14         | CI+CI-LP        | 2+2             | 1+1             | -                  | -                  | -                  | -           | -           | -           | 37     | 16     |
| 2009-2010        | Chievo           | A                | 16         | 2          | CI              | 1               | 0               | -                  | -                  | -                  | -           | -           | -           | 17     | 2      |
| 2010-gen. 2011   | Chievo           | A                | 3          | 0          | CI              | 2               | 1               | -                  | -                  | -                  | -           | -           | -           | 5      | 1      |
| gen.-giu. 2011   | Padova           | B                | 22+4       | 6          | CI              | -               | -               | -                  | -                  | -                  | -           | -           | -           | 26     | 6      |
| 2011-gen. 2012   | Bari             | B                | 14         | 3          | CI              | 0               | 0               | -                  | -                  | -                  | -           | -           | -           | 14     | 3      |
| gen.-giu. 2012   | Chievo           | A                | 0          | 0          | CI              | -               | -               | -                  | -                  | -                  | -           | -           | -           | 0      | 0      |
| 2012-2013        | Pro Vercelli     | B                | 3          | 0          | CI              | -               | -               | -                  | -                  | -                  | -           | -           | -           | 3      | 0      |
| 2013-gen. 2014   | Chievo           | A                | 0          | 0          | CI              | 0               | 0               | -                  | -                  | -                  | -           | -           | -           | 0      | 0      |
| Totale Chievo    | Totale Chievo    | Totale Chievo    | 21         | 2          |                 | 4               | 2               |                    | 0                  | 0                  |             | -           | -           | 25     | 4      |
| gen.-giu. 2014   | Lumezzane        | 1D               | 4          | 1          | CI+CI-LP        | -               | -               | -                  | -                  | -                  | -           | -           | -           | 4      | 1      |
| 2014-feb. 2015   | Lumezzane        | LP               | 16         | 1          | CI-LP           | 1               | 0               | -                  | -                  | -                  | -           | -           | -           | 17     | 1      |
| Totale Lumezzane | Totale Lumezzane | Totale Lumezzane | 20         | 2          |                 | 1               | 0               |                    | -                  | -                  |             | -           | -           | 21     | 2      |
| feb.-giu. 2015   | Messina          | LP               | 9          | 0          | CI+CI-LP        | -               | -               | -                  | -                  | -                  | -           | -           | -           | 9      | 0      |
| Totale carriera  | Totale carriera  | Totale carriera  | 227        | 51         |                 | 16              | 5               |                    | 0                  | 0                  |             | -           | -           | 243    | 56     |